# Bujoreni (Vâlcea)
Bujoreni é uma comuna romena localizada no distrito de Vâlcea, na região de Oltênia. A comuna possui uma área de 33.12 km² e sua população era de 4236 habitantes segundo o censo de 2007.